# Liściouch
Liściouch, nadbrzeżnik (Phyllotis) – rodzaj ssaków z podrodziny bawełniaków (Sigmodontinae) w obrębie rodziny chomikowatych (Cricetidae).

## Zasięg występowania
Rodzaj obejmuje gatunki występujące w Ameryce Południowej.

## Morfologia
Długość ciała (bez ogona) 77–151 mm, długość ogona 60–158 mm, długość ucha 14–31 mm, długość tylnej stopy 18–33 mm; masa ciała 15,5–110 g.

## Systematyka
Rodzaj (w randze podrodzaju w obrębie Mus) zdefiniował w 1837 roku angielski przyrodnik George Robert Waterhouse w artykule poświęconym opisowi nowych gatunków na podstawie ich uzębienia, opublikowanym na łamach Proceedings of the Zoological Society of London. Waterhouse wymienił trzy gatunki – Mus (Phyllotis) griseo-flavus Waterhouse, 1837, Mus (Phyllotis) darwinii Waterhouse, 1837 i Mus (Phyllotis) xanthopygus Waterhouse, 1837 – z których gatunkiem typowym jest Mus (Phyllotis) darwinii Waterhouse, 1837.

### Etymologia
- Phyllotis (Phillotis): gr. φυλλον phullon ‘liść’; -ωτις ōtis ‘-uchy’, od ους ous, ωτος ōtos ‘ucho’[9].
- Paralomys: gr. παραλος paralos ‘nadmorski, przybrzeżny’[10]; μυς mus, μυος muos ‘mysz’[11]. Gatunek typowy (oznaczenie monotypowe): Phyllotis gerbillus O. Thomas, 1900.

### Podział systematyczny
Do rodzaju należą następujące gatunki:
| Grafika | Gatunek                | Autor i rok opisu                                                                    | Nazwa zwyczajowa        | Podgatunki         | Rozmieszczenie geograficzne | Podstawowe wymiary                                 | Status IUCN |
| ------- | ---------------------- | ------------------------------------------------------------------------------------ | ----------------------- | ------------------ | --- | -------------------------------------------------- | ----------- |
|         | Phyllotis haggardi     | O. Thomas, 1898                                                                      | liściouch ekwadorski    | gatunek monotypowy | Ekwador (zachodnie i wschodnie zbocza Andów; dokładne granice zasięgu nieznane) | DC: 9,9–11,5 cm DO: 7,2–8,9 cm MC: 29–30 g         | LC          |
|         | Phyllotis andium       | O. Thomas, 1912                                                                      | liściouch andyjski      | gatunek monotypowy | zachodnie i wschodnie zbocza Andów od środkowego Ekwadoru do środkowego Peru | DC: około 10,7 cm DO: 10,1–13,6 cm MC: 22–55 g     | LC          |
|         | Phyllotis gerbillus    | O. Thomas, 1900                                                                      | nadbrzeżnik pustynny    | gatunek monotypowy | Peru (pustynia Sechura) | DC: 7,7–9,6 cm DO: 6,2–9 cm MC: około 15,5 g       | LC          |
|         | Phyllotis amicus       | O. Thomas, 1900                                                                      | liściouch przyjacielski | 3 podgatunki       | Peru (wybrzeże i zachodnie podnóże Andów od Piura na południe do Arequipa | DC: 8–8,5 cm DO: 10–10,5 cm MC: 18–28 g            | LC          |
|         | Phyllotis stenops      | Osgood, 1914                                                                         |                         | gatunek monotypowy | Peru (znany tylko ze wschodniego obszaru rzeki Marañón (Amazonas)) | DC: około 10,6 cm DO: 12,4–13,4 cm MC: brak danych | NE          |
|         | Phyllotis pearsoni     | Pacheco, Rengifo & Vivas, 2017                                                       |                         | gatunek monotypowy | Peru (od południowej Cajamarki do północnego Ancash) | DC: 11,3–13,4 cm DO: 9,2–12,2 cm MC: 41–68 g       | NE          |
|         | Phyllotis occidens     | Rengifo & Pacheco, 2015                                                              |                         | gatunek monotypowy | Peru (od Ancash na południe do Limy) | DC: około 10,6 cm DO: 11,5–12,5 cm MC: 28–38 g     | NE          |
|         | Phyllotis definitus    | Osgood, 1915                                                                         | liściouch leśny         | gatunek monotypowy | Peru (ograniczony do Kordyliery Czarnej (Ancash)) | DC: około 12,2 cm DO: 10,1–13,6 cm MC: 50–89 g     | EN          |
|         | Phyllotis limatus      | O. Thomas, 1912                                                                      | liściouch pacyficzny    | gatunek monotypowy | środkowo-zachodnie Peru na południe do północnego Chile | DC: około 11,2 cm DO: około 12,8 cm MC: 40–60 g    | LC          |
|         | Phyllotis vaccarum     | O. Thomas, 1912                                                                      |                         | gatunek monotypowy | obie strony Andów w Chile (Atakama na południe do Talki) i Argentyna (Catamarca na południe do Neuquén) | DC: 4–12,2 cm DO: 8–15,2 cm MC: 27–29 g            | NE          |
|         | Phyllotis caprinus     | O.P. Pearson, 1958                                                                   | liściouch zwrotnikowy   | gatunek monotypowy | górne zbocza wschodnich Andów w południowej Boliwii i północno-zachodniej Argentynie | DC: 10,2–14 cm DO: 11,6–15,1 cm MC: brak danych    | LC          |
|         | Phyllotis xanthopygus  | (Waterhouse, 1837)                                                                   | liściouch żółtozady     | 4 podgatunki       | dwie rozłączone populacje: jedna po obu stronach Andów w środkowym i południowym Peru, Boliwii. zachodnie zbocza w północnym Chile, wschodnie zbocza w Argentynie; druga od północno-zachodniej Patagonii na południe do Cieśniny Magellana i Andy na wschód do wybrzeży Chile i Argentyny | DC: 9–14,3 cm DO: 8–14,1 cm MC: 30–92 g            | LC          |
|         | Phyllotis camiari      | Teta, Jayat, Steppan, A.A. Ojeda, Ortiz, Novillo, Lanzone & R.A. Ojeda, 2022         |                         | gatunek monotypowy | Argentyna (znany tylko z kilku obszarów w Córdobie i San Luis) | DC: 10–11,5 cm DO: 11,1–14,4 cm MC: 36–46 g        | NE          |
|         | Phyllotis bonariensis  | Crespo, 1964                                                                         | liściouch skalny        | gatunek monotypowy | Argentyna (znany tylko z Sierra de La Ventana, południowo-zachodnie Buenos Aires) | DC: 12,7–15,1 cm DO: 11–14,7 cm MC: 62–110 g       | NT          |
|         | Phyllotis pehuenche    | Jayat, Teta, A.A. Ojeda, Steppan, Osland, Ortiz, Novillo, Lanzone & R.A. Ojeda, 2021 |                         | gatunek monotypowy | Argentyna (Andy w południowo-zachodniej Mendozie i zachodnim Neuquén | DC: 9,5–14 cm DO: 6–14 cm MC: 30–92 g              | NE          |
|         | Phyllotis darwini      | (Waterhouse, 1837)                                                                   | liściouch Darwina       | 3 podgatunki       | Chile (od Atakamy na południe do Biobío) | DC: 10,7–14 cm DO: 10,5–14,5 cm MC: 42–53 g        | LC          |
|         | Phyllotis magister     | O. Thomas, 1912                                                                      | liściouch duży          | gatunek monotypowy | Andy w zachodnio-środkowym Peru na południe do północnego Chile | DC: 10,8–14,5 cm DO: około 15,8 cm MC: 50–90 g     | LC          |
|         | Phyllotis osgoodi      | Mann, 1945                                                                           | liściouch górski        | gatunek monotypowy | Chile (znany tylko z miejsca typowego w wokół Parinacoty (Arica y Parinacota)) | DC: 8,4–13,5 cm DO: 8–11 cm MC: 19–80 g            | DD          |
|         | Phyllotis osilae       | J.A. Allen, 1901                                                                     | liściouch stokowy       | gatunek monotypowy | Andy w południowym Peru i zachodniej oraz środkowej Boliwii | DC: około 11,2 cm DO: około 12,3 cm MC: około 57 g | LC          |
|         | Phyllotis tucumanus    | O. Thomas, 1912                                                                      |                         | gatunek monotypowy | południowa Boliwia i północno-zachodnia Argentyna; granice zasięgu niejasne | DC: 9,5–12,9 cm DO: 10–13,2 cm MC: 42–52 g         | NE          |
|         | Phyllotis nogolaris    | O. Thomas, 1921                                                                      |                         | gatunek monotypowy | Argentyna (Jujuy i prawdopodobnie Salta) | DC: 11,8–13,7 cm DO: 13–14,9 cm MC: 43–82 g        | NE          |
|         | Phyllotis alisosiensis | Ferro, J.J. Martinez & Barquez, 2010                                                 | liściouch argentyński   | gatunek monotypowy | Argentyna (znany tylko z dwóch obszarów w Sierra del Aconquija (Tucumán) | DC: 12,4–14,4 cm DO: 12,1–13,9 cm MC: 35–70 g      | DD          |
|         | Phyllotis anitae       | Jayat, D’Elía, Pardiñas & Namen, 2007                                                | liściouch samotny       | gatunek monotypowy | Argentyna (znany tylko z miejsca typowego na południe od Hualinchay w Tucumán) | DC: 8,2–12,3 cm DO: 9,4–12,4 cm MC: 20–50 g        | DD          |

Kategorie IUCN:  LC  – gatunek najmniejszej troski,  NT  – gatunek bliski zagrożenia,  EN  – gatunek zagrożony,  DD  – gatunki o nieokreślonym stopniu zagrożenia;  NE  – gatunki niepoddane jeszcze ocenie.